# Розквіт імперій: Османська держава
«Розквіт імперій: Османська держава» (тур. Rise of Empires: Ottoman) — турецький інтернет-серіал 2020-2022 рр. від Netflix у жанрі історії та фантастики створений компанією Crow Seven Pictures, STX Entertainment. В головних ролях — Джем Іджіт Юзюмоглу, Туба Бюйюкюстюн, Томмазо Базілі, Дамла Сонмез, Осман Сонант, Толга Текін, Усхан Чакир, Селім Байрактар, Біркан Сокуллу.
Перший сезон вийшов 24 січня 2020 року.
Серіал має 2 сезони. Завершився 12-м епізодом, який вийшов у ефір 29 грудня 2022 р.
Режисер серіалу — Емре Шахін.
Сценарист серіалу — Келлі Макферсон.
Серіал, оформлений у стилі документального фільму.

## Сюжет

### Сезон 1
Османський султан Мехмед II починає масштабний наступ на Константинополь, столицю Візантії, та визначає хід історії на століття вперед.

### Сезон 2
Минули роки після завоювання Константинополя. Султан Мехмед  ІІ міцно тримає владу у своїх руках, його імперії загрожує безжальний правитель Волощини Влад Дракула.

## Актори та ролі
| Актор               | Роль                 |
| ------------------- | -------------------- |
| Джем Іджіт Юзюмоглу | Мехмед II Фатіх      |
| Томмазо Базілі      | Костянтин ХІ         |
| Туба Бюйюкюстюн     | Мара Бранкович       |
| Дамла Сонмез        | Ана                  |
| Осман Сонант        | Лукас Нотарас        |
| Толга Текін         | Мурад II             |
| Усхан Чакир         | Заганос-паша         |
| Селім Байрактар     | Чандарлі Халіл-паша  |
| Біркан Сокуллу      | Джованні Джустініані |
| Тансу Бічер         | Урбан                |
| Ердал Їлдиз         | Балтаоглу Сулейман   |
| Наїль Кирмизигюль   | Хізір Челебі         |
| Єва Дедова          | Катерина             |
| Ілайда Акдоган      | Терма                |
| Доган Джан Сарикайя | Мехмед II, юність    |
| Чарльз Денс         |                      |
| Халіт Ергенч        |                      |

## Сезони
| Сезон | Епізоди | Епізоди | Оригінальний показ | Оригінальний показ | Оригінальний показ |
| Сезон | Епізоди | Епізоди | Перший показ       | Останній показ     | Мережа             |
| ----- | ------- | ------- | ------------------ | ------------------ | ------------------ |
| 1     | 6       | 6       | 24 січня 2020      | 24 січня 2020      | Netflix            |
| 2     | 6       | 6       | 29 грудня 2022     | 29 грудня 2022     | Netflix            |

## Список серій

### Сезон 1 (2020)
| № | # | Назва                                                                | Режисер    | Сценарист       | Перший ефір у США |
| --- | - | -------------------------------------------------------------------- | ---------- | --------------- | ----------------- |
| 1 | 1 | «Новий султан» «Yeni Sultan»                                         | Емре Шахін | Келлі Макферсон | 24 січня 2020     |
| Заявивши права Османський трон, Мехмед II Завойовник подає недвозначний знак візантійському імператору Костянтину XI. На арені виникають генуезькі найманці.          |   |                                                                      |            |                 |                   |
| 2 | 2 | «Крізь стіни» «Surları Aşmak»                                        | Емре Шахін | Келлі Макферсон | 24 січня 2020     |
| Мехмед починає амбітну облогу, маючи намір прорватися до Константинополя, але найманцям Джустініані вдається випередити яничар.                                       |   |                                                                      |            |                 |                   |
| 3 | 3 | «У Золотий Ріг» «Haliç'e Giriş»                                      | Емре Шахін | Келлі Макферсон | 24 січня 2020     |
| Люди Мехмеда риють підземні тунелі, намагаючись обрушити стіни міста. Через блокаду з моря ситуація обертається проти турків.                                         |   |                                                                      |            |                 |                   |
| 4 | 4 | «Конфіденційність – ключ до успіху» «Gizlilik Başarının Anahtarıdır» | Емре Шахін | Келлі Макферсон | 24 січня 2020     |
| Зважившись на сміливий і несподіваний крок, Мехмед перевозить кораблі суходолом до Золотого Рогу. Джустініані атакує османський флот, але через зраду зазнає поразки. |   |                                                                      |            |                 |                   |
| 5 | 5 | «Стародавні пророцтва» «Kadim Kehanetler»                            | Емре Шахін | Келлі Макферсон | 24 січня 2020     |
| Через втрати війська падають духом, і Мехмед робить Джустініані привабливу пропозицію. Великий візир умовляє Мехмеда укласти перемир'я із супротивником.              |   |                                                                      |            |                 |                   |
| 6 | 6 | «Прах до праху» «Yıkım»                                              | Емре Шахін | Келлі Макферсон | 24 січня 2020     |
| Османські гармати перетворюють стіни міста на руїни, а венеціанське підкріплення прибуває надто пізно. Мехмед проголошує нову епоху Османської імперії.               |   |                                                                      |            |                 |                   |

### Сезон 2 (2022)
| № | # | Назва                                   | Режисер    | Сценарист       | Перший ефір у США |
| --- | - | --------------------------------------- | ---------- | --------------- | ----------------- |
| 7 | 1 | «Дім війни» «Savaş Hanedanlığı»         | Емре Шахін | Келлі Макферсон | 29 грудня 2022    |
| Мехмед ІІ утверджує свою владу, але у Волощині його друг дитинства Влад, на прізвисько Наштрикувач, здобуває прихильність народу й кидає виклик могутності Мехмеда.  |   |                                         |            |                 |                   |
| 8 | 2 | «Небезпечні води» «Tehlikeli Sular»     | Емре Шахін | Келлі Макферсон | 29 грудня 2022    |
| Мехмед відряджає Мару вмовити угорського короля Матяша Корвіна вкласти союз. На березі Дунаю розгортається історична битва, і Влад має в ній перевагу.               |   |                                         |            |                 |                   |
| 9 | 3 | «Земля Дракули» «Dracula’nın Diyarı»    | Емре Шахін | Келлі Макферсон | 29 грудня 2022    |
| Армія Мехмеда просувається землями Волощини, а Влад ослаблює ворога, використовуючи тактику партизанської війни. В імператорському палаці таїться прихована загроза. |   |                                         |            |                 |                   |
| 10 | 4 | «Більше не брати» «Kardeşlik Bozuluyor» | Емре Шахін | Келлі Макферсон | 29 грудня 2022    |
| Війна затягується, ресурси вичерпуються, а Влад насилає на Мехмедове військо біологічну зброю. Раду оточує замок Влада, щоб узяти Анастасію в заручниці.             |   |                                         |            |                 |                   |
| 11 | 5 | «Нічний напад» «Gece Saldırısı»         | Емре Шахін | Келлі Макферсон | 29 грудня 2022    |
| Мехмед готується завдати вирішального удару по армії Влада. У таборі Мехмеда викривають шпигуна. Влад починає нічну атаку, але на нього чекає несподіванка.          |   |                                         |            |                 |                   |
| 12 | 6 | «Доля» «Kader»                          | Емре Шахін | Келлі Макферсон | 29 грудня 2022    |
| Влад і Мехмед сходяться в поєдинку. Мара й Гюльбахар викривають волоську змову. Османське військо входить у покинуте місто Тирговиште й застає моторошну картину.    |   |                                         |            |                 |                   |